# Arrondissement Calvi
Calvi is een arrondissement van het Franse departement Haute-Corse, dat behoort tot de collectivité territoriale de Corse. De onderprefectuur is Calvi.

## Kantons
Het arrondissement was tot 2014 samengesteld uit de volgende kantons:
- Kanton Belgodère
- Kanton Calenzana
- Kanton Calvi
- Kanton La Conca-d'Oro
- Kanton Haut-Nebbio
- Kanton L'Île-Rousse

Na de herindeling van de kantons door het decreet van 26 februari 2014, met uitwerking op maart 2015, zijn dat:
- Kanton Biguglia-Nebbio (deel: 13/14)
- Kanton Calvi
- Kanton Cap Corse (deel: 2/22)
- Kanton Golo-Morosaglia (deel: 1/55)
- Kanton L'Île-Rousse